# Trine Glud
Trine Lizette Glud (født 30. november 1982) er en dansk skuespiller og tegnefilmsdubber.

## Filmografi
- Speaker på Disney Channel.
- Speaket reklamer for Carlsberg , Toys "R" Us og TOP-TOY.
- Announcer på Wii - Family Sports Game.

### Tegnefilm
- Fanboy og Chumchum – Chumchum
- Doc McStuffins – Lamse
- Monsters and Aliens – Squeep
- Total Drama: Revenge of the Island – Zoe
- Julius and Friends – Ping
- Geek Charming – Hannah
- Prep and Landing  – Magee
- Buller - Mimi
- Symbionic Titan – Iilana
- Teenage Mutant Ninja Turtles (2003) – April O'Neil / Viral
- Angelina Ballerina – Rikke
- Den lille delfin på eventyr – Sparky/Havets stemme/Carls mor
- D.U.B. - De Usynlige Børns netværk – Vin
- Bakugan – Fabia Sheen
- Spruttepatruljen – Vips
- Poppixie – Amore
- Winx Club – Mirta/Lucy/Piff/Lockette
- Winx Club - The Lost Kingdom – Mirta/Lucy/Piff/Lockette
- Atomic Betty – Betty
- Lunar Jim – Rikke
- Dinosaur King – Zoe / Shear
- Naruto – Ino Yamanaka
- Racerbilen Rorri – Kiki
- Motormus fra Mars – Carbine
- Storm Hawks – Starling
- Xiaolin Showdown – Kimiko
- My Little Pony: Venskab er ren magi – Applejack
- Duel Masters – Mimi
- Sabrina, the Animated Series – Chloe
- Noddy – Dukke Dina
- Trollz – Topaz
- Shaman King – Anna
- Koala Brødrene – Jonna
- Jordbær Marie – Regnbue Rikke
- Miss Spider's Sunny Patch Friends – Glimmer
- ICarly
- Level Up
- Littlest Petshop
- Kick Buttowski
- Lilo & Stitch
- Pokemon
- Wizards of Waverly Place